# Elporia hystrix
Elporia hystrix är en tvåvingeart som först beskrevs av Edwards 1933.  Elporia hystrix ingår i släktet Elporia och familjen Blephariceridae. Inga underarter finns listade i Catalogue of Life.